# Cheetos
Cheetos (tên cũ trước năm 1998 là Chee-tos) là thương hiệu snack vị pho mát của hãng Frito-Lay, một nhánh con của công ty PepsiCo. Charles Elmer Doolin sáng chế và bắt đầu phân phối Cheetos ra toàn nước Mỹ vào năm 1948. Thành công về doanh thu của Cheetos là một trong những yếu tố thúc đẩy hai doanh nghiệp The Frito Company và H.W. Lay & Company sáp nhập vào năm 1961 để hình thành công ty Frito-Lay. Năm 1965 Frito-Lay trở thành một nhánh con của Pepsi-Cola, chủ sở hữu hiện tại của Cheetos.

## Hình ảnh

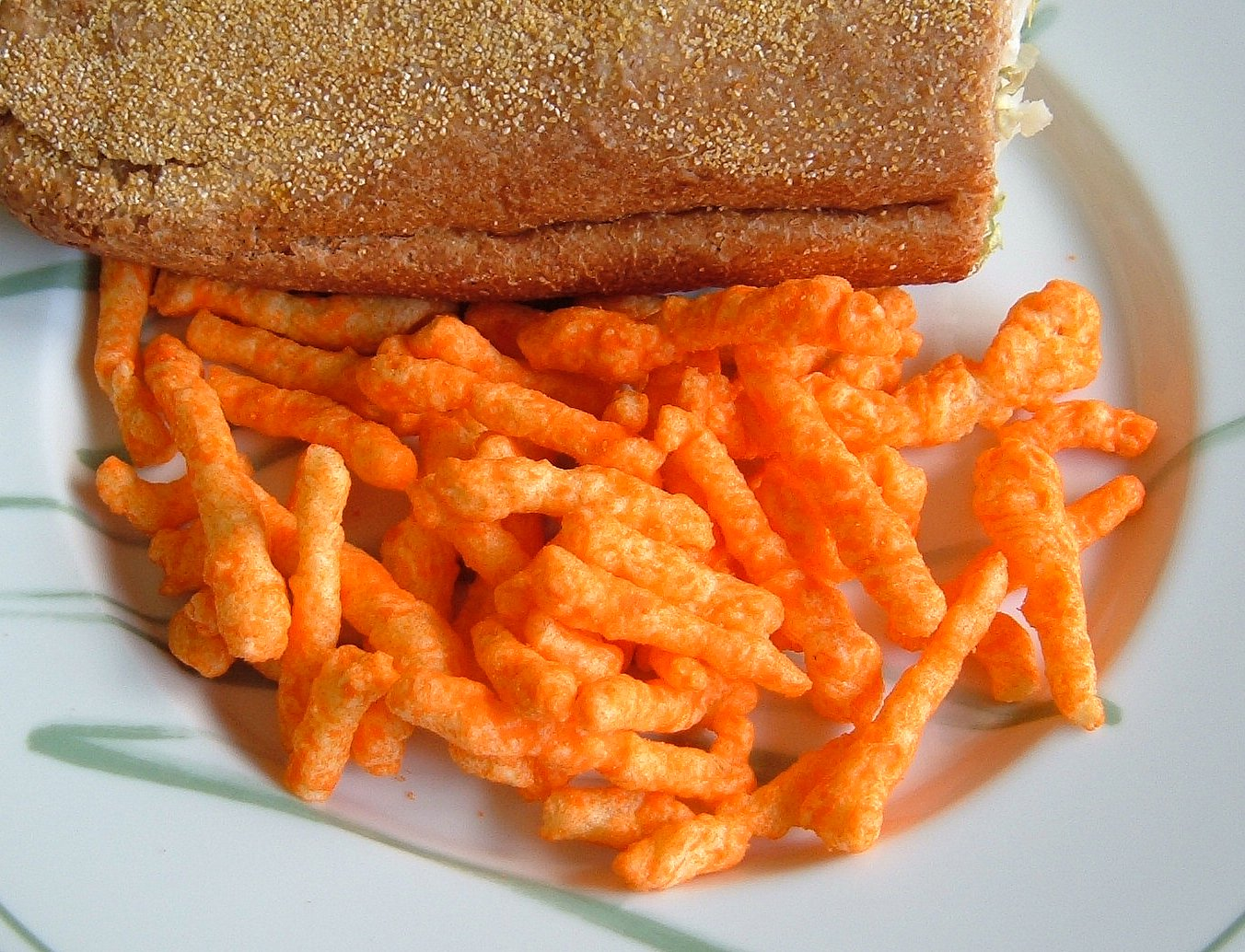

- Tập tin:Tập
- Tập tin:Tập